# Andrena luteihirta
Andrena luteihirta là một loài Hymenoptera trong họ Andrenidae. Loài này được Donovan mô tả khoa học năm 1977.